# Campeonato Sul-Americano de Atletismo Sub-23 de 2021 - Resultados
Esses foram os resultados do Campeonato Sul-Americano de Atletismo Sub-23 de 2021, que ocorreram nos dias 16 e 17 de outubro de 2021, no Estádio Modelo Alberto Spencer, em Guayaquil, no Equador. Contou com a presença de 272 atletas de 13 nacionalidades distribuídos em 45 provas. 

## Resultado masculino

### 100 metros
Bateria – 16 de outubro
Vento:
Bateria 1: +0.9 m/s, Bateria 2: +0.5 m/s
| Posição | Bateria | Atleta             | Nacionalidade | Tempo | Notas |
| ------- | ------- | ------------------ | ------------- | ----- | ----- |
| 1       | 2       | Erik Cardoso       | Brasil        | 10.32 | Q     |
| 2       | 1       | Lucas da Silva     | Brasil        | 10.46 | Q     |
| 3       | 1       | Franco Florio      | Argentina     | 10.52 | Q     |
| 3       | 2       | Neiker Abello      | Colômbia      | 10.52 | Q     |
| 5       | 2       | Agustín Pinti      | Argentina     | 10.53 | Q     |
| 6       | 1       | Anderson Marquinez | Equador       | 10.55 | Q     |
| 7       | 1       | César Almirón      | Paraguai      | 10.61 | q     |
| 8       | 1       | Noelex Holder      | Guiana        | 10.74 | q     |
| 9       | 1       | Jalen Lisse        | Suriname      | 10.75 |       |
| 9       | 2       | Arnobis Dalmero    | Colômbia      | 10.75 |       |
| 11      | 1       | Eubrig Maza        | Venezuela     | 10.78 |       |
| 11      | 2       | Julian Vargas      | Bolívia       | 10.78 |       |
| 13      | 2       | Steeven Salas      | Equador       | 10.82 |       |

Final – 16 de outubro
Vento: +0.2 m/s
| Posição           | Raia | Atleta             | Nacionalidade | Tempo | Notas |
| ----------------- | ---- | ------------------ | ------------- | ----- | ----- |
| Medalha de ouro   | 3    | Erik Cardoso       | Brasil        | 10.25 |       |
| Medalha de prata  | 4    | Lucas da Silva     | Brasil        | 10.41 |       |
| Medalha de bronze | 2    | Anderson Marquinez | Equador       | 10.46 |       |
| 4                 | 5    | Neiker Abello      | Colômbia      | 10.49 |       |
| 5                 | 8    | César Almirón      | Paraguai      | 10.56 |       |
| 6                 | 6    | Franco Florio      | Argentina     | 10.58 |       |
| 7                 | 1    | Noelex Holder      | Guiana        | 10.59 |       |
| 8                 | 7    | Agustín Pinti      | Argentina     | 10.60 |       |

### 200 metros
Bateria – 17 de outubro
Vento:
Bateria 1: +2.6 m/s, Bateria 2: +1.4 m/s
| Posição | Bateria | Atleta             | Nacionalidade | Tempo | Notas |
| ------- | ------- | ------------------ | ------------- | ----- | ----- |
| 1       | 2       | Anderson Marquinez | Equador       | 20.90 | Q     |
| 2       | 2       | Lucas Vilar        | Brasil        | 20.94 | Q     |
| 3       | 1       | Lucas da Silva     | Brasil        | 20.98 | Q     |
| 4       | 1       | Katriel Angulo     | Equador       | 21.16 | Q     |
| 5       | 1       | Carlos Palacios    | Colômbia      | 21.20 | Q     |
| 6       | 2       | Daniel Williams    | Guiana        | 21.45 | Q     |
| 7       | 2       | Franco Florio      | Argentina     | 21.46 | q     |
| 8       | 1       | Franco Camiolo     | Argentina     | 21.62 | q     |
| 9       | 1       | Julian Vargas      | Bolívia       | 21.65 |       |
| 10      | 1       | Noelex Holder      | Guiana        | 21.72 |       |
| 99      | 2       | Javier Gómez       | Venezuela     | DNS   |       |

Final – 17 de outubro
Vento: -0.7 m/s
| Posição           | Raia | Atleta             | Nacionalidade | Tempo | Notas |
| ----------------- | ---- | ------------------ | ------------- | ----- | ----- |
| Medalha de ouro   | 4    | Anderson Marquinez | Equador       | 20.52 |       |
| Medalha de prata  | 3    | Lucas da Silva     | Brasil        | 20.68 |       |
| Medalha de bronze | 5    | Lucas Vilar        | Brasil        | 20.99 |       |
| 4                 | 8    | Carlos Palacios    | Colômbia      | 21.28 |       |
| 5                 | 6    | Katriel Angulo     | Equador       | 21.35 |       |
| 6                 | 1    | Franco Florio      | Argentina     | 21.40 |       |
| 7                 | 7    | Daniel Williams    | Guiana        | 21.59 |       |
| 8                 | 2    | Franco Camiolo     | Argentina     | 21.98 |       |

### 400 metros
16 de outubro
| Posição           | Raia | Atleta               | Nacionalidade | Tempo | Notas |
| ----------------- | ---- | -------------------- | ------------- | ----- | ----- |
| Medalha de ouro   | 4    | Douglas da Silva     | Brasil        | 47.22 |       |
| Medalha de prata  | 6    | Javier Gómez         | Venezuela     | 47.24 |       |
| Medalha de bronze | 3    | João Henrique Cabral | Brasil        | 47.40 |       |
| 4                 | 8    | Alan Minda           | Equador       | 48.66 |       |
| 5                 | 2    | Daniel Williams      | Guiana        | 48.99 |       |
| 6                 | 1    | Miguel Maldonado     | Equador       | 49.26 |       |
| 99                | 5    | Revon Williams       | Guiana        | DNS   |       |
| 99                | 7    | Jhonatan Rodríguez   | Colômbia      | DNS   |       |

### 800 metros
17 de outubro
| Posição           | Atleta              | Nacionalidade | Tempo   | Notas |
| ----------------- | ------------------- | ------------- | ------- | ----- |
| Medalha de ouro   | Eduardo Moreira     | Brasil        | 1:47.78 |       |
| Medalha de prata  | Leonardo de Jesus   | Brasil        | 1:48.31 |       |
| Medalha de bronze | Estanislao Mendivil | Argentina     | 1:49.39 |       |
| 4                 | Marco Vilca         | Peru          | 1:49.49 |       |
| 5                 | Ryan López          | Venezuela     | 1:50.02 |       |
| 6                 | Juan Manuel Mena    | Colômbia      | 1:50.04 |       |
| 7                 | Fernando Arevalo    | Chile         | 1:51.68 |       |
| 8                 | Alan Minda          | Equador       | 1:53.72 |       |
| 9                 | Ariel Montes        | Equador       | 1:54.69 |       |
| 99                | Sebastián López     | Venezuela     | DNS     |       |
| 99                | Nicholas Daw        | Guiana        | DNS     |       |

### 1.500 metros
16 de outubro
| Posição           | Atleta             | Nacionalidade | Tempo   | Notas |
| ----------------- | ------------------ | ------------- | ------- | ----- |
| Medalha de ouro   | Eduardo Moreira    | Brasil        | 3:48.44 |       |
| Medalha de prata  | Leandro Pérez      | Argentina     | 3:49.16 |       |
| Medalha de bronze | Matheus Borges     | Brasil        | 3:51.13 |       |
| 4                 | Gonzalo Gervasini  | Uruguai       | 3:51.52 |       |
| 5                 | Julio Palomino     | Peru          | 3:54.11 |       |
| 6                 | Santiago Rodríguez | Colômbia      | 3:54.69 |       |
| 7                 | Brayan Jara        | Chile         | 3:57.80 |       |
| 8                 | Alan Andachi       | Equador       | 4:02.26 |       |
| 9                 | Lucas Jiménez      | Equador       | 4:03.20 |       |
| 99                | Sebastián López    | Venezuela     | DNS     |       |
| 99                | Ryan López         | Venezuela     | DNS     |       |
| 99                | Sir Kennard Hartog | Guiana        | DNS     |       |

### 5.000 metros
17 de outubro
| Posição           | Atleta           | Nacionalidade | Tempo    | Notas |
| ----------------- | ---------------- | ------------- | -------- | ----- |
| Medalha de ouro   | Edimar Souza     | Brasil        | 14:33.44 |       |
| Medalha de prata  | Fábio Correia    | Brasil        | 14:41.40 |       |
| Medalha de bronze | David Ninavia    | Bolívia       | 14:51.36 |       |
| 4                 | Rolando Ortiz    | Colômbia      | 15:16.49 |       |
| 5                 | Alan Andachi     | Equador       | 15:32.47 |       |
| 6                 | Braulio Villalva | Peru          | 16:39.39 |       |
| 98                | Frank Lujan      | Peru          | DNF      |       |
| 98                | Leandro Pérez    | Argentina     | DNF      |       |
| 99                | José Zabala      | Argentina     | DNS      |       |
| 99                | Alex Caiza       | Equador       | DNS      |       |

### 10.000 metros
16 de outubro
| Posição           | Atleta            | Nacionalidade | Tempo    | Notas |
| ----------------- | ----------------- | ------------- | -------- | ----- |
| Medalha de ouro   | Fábio Correia     | Brasil        | 30:27.47 |       |
| Medalha de prata  | Juliano de Araújo | Brasil        | 30:37.09 |       |
| Medalha de bronze | David Ninavia     | Bolívia       | 31:08.34 |       |
| 4                 | Ruben Barbosa     | Colômbia      | 31:08.36 |       |
| 5                 | Alex Caiza        | Equador       | 32:37.68 |       |
| 6                 | Cristian Conterón | Equador       | 33:42.04 |       |

### 110 metros barreiras
16 de outubro
Vento: +0.7 m/s
| Posição           | Raia | Atleta           | Nacionalidade | Tempo | Notas |
| ----------------- | ---- | ---------------- | ------------- | ----- | ----- |
| Medalha de ouro   | 4    | Marcos Herrera   | Equador       | 14.10 |       |
| Medalha de prata  | 6    | Martín Saenz     | Chile         | 14.24 |       |
| Medalha de bronze | 8    | Vinícius Catai   | Brasil        | 14.27 |       |
| 4                 | 3    | Jhon Paredes     | Colômbia      | 14.28 |       |
| 5                 | 7    | Kevin Simisterra | Equador       | 14.55 |       |
| 6                 | 2    | Julian Berca     | Argentina     | 14.77 |       |

### 400 metros barreiras
17 de outubro
| Posição           | Raia | Atleta          | Nacionalidade | Tempo | Notas |
| ----------------- | ---- | --------------- | ------------- | ----- | ----- |
| Medalha de ouro   | 5    | Francisco Viana | Brasil        | 51.17 |       |
| Medalha de prata  | 4    | Matheus Coelho  | Brasil        | 52.15 |       |
| Medalha de bronze | 2    | César Parra     | Venezuela     | 52.31 |       |
| 4                 | 6    | Cristobal Muñoz | Chile         | 52.93 |       |
| 5                 | 7    | Byron Preciado  | Equador       | 53.21 |       |
| 6                 | 3    | Neider Abello   | Colômbia      | 53.63 |       |
| 7                 | 8    | Edwin Arias     | Equador       | 55.93 |       |

### 3.000 metros com obstáculos
16 de outubro
| Posição           | Atleta              | Nacionalidade | Tempo   | Notas |
| ----------------- | ------------------- | ------------- | ------- | ----- |
| Medalha de ouro   | Julio Palomino      | Peru          | 8:51.65 |       |
| Medalha de prata  | Vinícius Alves      | Brasil        | 9:12.09 |       |
| Medalha de bronze | Natan Nepomuceno    | Brasil        | 9:25.21 |       |
| 4                 | Ronald Mamani       | Chile         | 9:38.21 |       |
| 5                 | José Miguel Tandazo | Equador       | 9:50.54 |       |

### Revezamento 4x100 m
17 de outubro
| Posição           | Raia | Nacionalidade | Atletas                                                           | Tempo | Notas |
| ----------------- | ---- | ------------- | ----------------------------------------------------------------- | ----- | ----- |
| Medalha de ouro   | 6    | Colômbia      | Carlos Florez, Neiker Abello, Carlos Palacios, Arnobis Dalmero    | 39.90 |       |
| Medalha de prata  | 5    | Equador       | Johan Tejena, Anderson Marquinez, Katriel Angulo, Steeven Salas   | 40.41 |       |
| Medalha de bronze | 4    | Argentina     | Ezequiel Bustamante, Alejo Pafundi, Franco Camiolo, Franco Florio | 41.29 |       |
| 9                 | 3    | Brasil        | Vinícius Morães, Jonathan Bianco, Erik Cardoso, Lucas da Silva    | DSQ   |       |

### Revezamento 4x400 m
17 de outubro
| Posição           | Nacionalidade | Atletas                                                                | Tempo   | Notas |
| ----------------- | ------------- | ---------------------------------------------------------------------- | ------- | ----- |
| Medalha de ouro   | Brasil        | Evandro Martins, Marcos Morães, João Henrique Cabral, Douglas da Silva | 3:08.78 |       |
| Medalha de prata  | Equador       | Katriel Angulo, Miguel Maldonado, Steeven Salas, Alan Minda            | 3:10.63 |       |
| Medalha de bronze | Colômbia      | Neider Abello, Juan Manuel Mena, Ronald Grueso, Neiker Abello          | 3:21.28 |       |
| 4                 | Chile         | Martín Saenz, Fernando Arevalo, Luis Reyes, Cristobal Muñoz            | 3:24.89 |       |
| 5                 | Argentina     | Julian Berca, Franco Camiolo, Alejo Pafundi, Estanislao Mendivil       | 3:24.93 |       |

### 20 km marcha atlética
16 de outubro
| Posição           | Atleta                 | Nacionalidade | Tempo      | Notas |
| ----------------- | ---------------------- | ------------- | ---------- | ----- |
| Medalha de ouro   | Matheus Corrêa         | Brasil        | 1:24:30.45 |       |
| Medalha de prata  | César Herrera          | Colômbia      | 1:25:43.39 |       |
| Medalha de bronze | Gonzalo Bustán         | Equador       | 1:30:51.90 |       |
| 4                 | Paulo Henrique Ribeiro | Brasil        | 1:36:47.78 |       |
| 9                 | Jinson Calderón        | Equador       | DNS        |       |

### Salto em altura
17 de outubro
| Posição           | Atleta            | Nacionalidade | 1.80 | 1.85 | 1.90 | 1.95 | 2.00 | 2.03 | 2.06 | 2.09 | 2.12 | 2.15 | 2.20 | Resultado | Notas |
| ----------------- | ----------------- | ------------- | ---- | ---- | ---- | ---- | ---- | ---- | ---- | ---- | ---- | ---- | ---- | --------- | ----- |
| Medalha de ouro   | Elton Petronilho  | Brasil        | –    | –    | –    | –    | o    | –    | o    | –    | o    | xo   | xxx  | 2.15      |       |
| Medalha de prata  | Nicolas Numair    | Chile         | –    | –    | –    | –    | o    | –    | o    | o    | xxo  | xxx  |      | 2.12      |       |
| Medalha de bronze | Anderson Asprilla | Colômbia      | –    | –    | –    | –    | o    | –    | xo   | xo   | xxx  |      |      | 2.09      |       |
| 4                 | Francisco Moraga  | Chile         | o    | –    | o    | –    | o    | –    | o    | xxx  |      |      |      | 2.06      |       |
| 5                 | Justin Herrera    | Equador       | o    | –    | –    | o    | o    | o    | xxo  | xxx  |      |      |      | 2.06      |       |
| 6                 | Eron de Araújo    | Brasil        | –    | –    | o    | o    | xo   | o    | xxx  |      |      |      |      | 2.03      |       |
| 7                 | Brayan Ganan      | Equador       | o    | o    | xxo  | o    | xxx  |      |      |      |      |      |      | 1.95      |       |
| 9                 | Tortque Boyce     | Guiana        |      |      |      |      |      |      |      |      |      |      |      | DNS       |       |

### Salto com vara
16 de outubro
| Posição           | Atleta           | Nacionalidade | 4.50 | 4.60 | 4.70 | 4.80 | 4.90 | 5.00 | 5.05 | 5.10 | 5.20 | 5.30 | Resultado | Notas |
| ----------------- | ---------------- | ------------- | ---- | ---- | ---- | ---- | ---- | ---- | ---- | ---- | ---- | ---- | --------- | ----- |
| Medalha de ouro   | Dyander Pacho    | Equador       | –    | –    | –    | –    | –    | xxo  | –    | o    | xo   | xxx  | 5.20      |       |
| Medalha de prata  | Austin Ramos     | Equador       | –    | –    | xo   | o    | o    | o    | –    | xxo  | xxo  | xxx  | 5.20      |       |
| Medalha de bronze | Pablo Zaffaroni  | Argentina     | –    | o    | –    | o    | –    | o    | –    | xxx  |      |      | 5.00      |       |
| 4                 | Lucca Torres     | Brasil        | –    | –    | o    | xo   | o    | o    | xxx  |      |      |      | 5.00      |       |
| 4                 | Guillermo Correa | Chile         | –    | o    | –    | o    | xo   | o    | –    | xxx  |      |      | 5.00      |       |
| 6                 | Sebastián Martín | Chile         | xo   | o    | –    | o    | xxx  |      |      |      |      |      | 4.80      |       |
| 7                 | Ignacio Sánchez  | Peru          | –    | xo   | xxo  | xo   | xxx  |      |      |      |      |      | 4.80      |       |
| 8                 | Carlos Carabalí  | Colômbia      | xo   | o    | o    | –    | xxx  |      |      |      |      |      | 4.70      |       |
| 9                 | Carlos Mariano   | Brasil        | xo   | o    | xxo  | xxx  |      |      |      |      |      |      | 4.70      |       |

### Salto em comprimento
17 de outubro
| Posição           | Atleta                  | Nacionalidade | #1   | #2   | #3    | #4   | #5   | #6   | Resultado | Notas |
| ----------------- | ----------------------- | ------------- | ---- | ---- | ----- | ---- | ---- | ---- | --------- | ----- |
| Medalha de ouro   | Arnobis Dalmero         | Colômbia      | 7.81 | 7.95 | 7.81  | x    | ?    | 8.04 | 8.04      |       |
| Medalha de prata  | Weslley Beraldo         | Brasil        | x    | 7.55 | x     | x    | x    | 7.86 | 7.86      |       |
| Medalha de bronze | Gabriel Boza            | Brasil        | 7.60 | x    | 6.20  | 7.84 | x    | 7.75 | 7.84      |       |
| 4                 | Jhon Berrio             | Colômbia      | 7.58 | x    | 7.48w | 7.51 | 7.43 | 7.36 | 7.58      |       |
| 5                 | Eubrig Maza             | Venezuela     | x    | 7.21 | x     | 7.03 | 7.52 | 7.57 | 7.57      |       |
| 6                 | Ezequiel Bustamante     | Argentina     | 6.56 | x    | 6.95  | 6.85 | x    | 7.17 | 7.17      |       |
| 7                 | Matias González         | Chile         | 6.43 | 6.89 | 6.99  | 6.87 | 7.06 | 7.09 | 7.09      |       |
| 8                 | Gregory Palacios        | Equador       | 6.50 | 6.55 | 6.70  | x    | ?    | ?    | 6.70      |       |
| 9                 | Santiago Cova           | Venezuela     | x    | x    | 6.70  |      |      |      | 6.70      |       |
| 10 !              | Anthony Williams        | Guiana        |      |      |       |      |      |      | DNS       |       |
| 10 !              | Miguel Ángel Aronategui | Panamá        |      |      |       |      |      |      | DNS       |       |
| 10 !              | Adrian Alvarado         | Panamá        |      |      |       |      |      |      | DNS       |       |
| 10 !              | Bruno Yoset             | Uruguai       |      |      |       |      |      |      | DNS       |       |

### Salto triplo
16 de outubro
| Posição           | Atleta            | Nacionaldade | #1    | #2    | #3    | #4    | #5    | #6    | Resultado | Notas |
| ----------------- | ----------------- | ------------ | ----- | ----- | ----- | ----- | ----- | ----- | --------- | ----- |
| Medalha de ouro   | Geinner Moreno    | Colômbia     | 16.10 | x     | x     | 15.90 | 16.00 | 16.21 | 16.21     |       |
| Medalha de prata  | Frixon Chila      | Equador      | x     | x     | 14.69 | 15.33 | 15.83 | 15.11 | 15.83     |       |
| Medalha de bronze | Gregory Palacios  | Equador      | 15.52 | x     | 15.76 | 15.78 | x     | 15.44 | 15.78     |       |
| 4                 | Felipe da Silva   | Brasil       | 14.90 | 15.22 | 15.15 | 14.89 | 15.11 | x     | 15.22     |       |
| 5                 | Michael Agostinho | Brasil       | 15.07 | x     | 15.07 | 14.71 | 15.06 | 15.06 | 15.07     |       |
| 6                 | Luis Reyes        | Chile        | 13.13 | 15.02 | 15.05 | x     | x     | 14.45 | 15.05     |       |
| 7                 | Yoalber Rodríguez | Venezuela    | 14.14 | 14.38 | 14.61 | 14.27 | x     | x     | 14.61     |       |
| 9                 | Stafon Roach      | Guiana       |       |       |       |       |       |       | DNS       |       |

### Arremesso de peso
16 de outubro
| Posição           | Atleta          | Nacionalidade | #1    | #2    | #3    | #4    | #5    | #6    | Resultado | Notas |
| ----------------- | --------------- | ------------- | ----- | ----- | ----- | ----- | ----- | ----- | --------- | ----- |
| Medalha de ouro   | Nazareno Sasia  | Argentina     | 18.75 | 18.48 | x     | x     | 19.11 | 18.60 | 19.11     |       |
| Medalha de prata  | Ronald Grueso   | Colômbia      | 15.25 | 16.98 | 17.27 | 16.50 | 16.90 | 17.62 | 17.62     |       |
| Medalha de bronze | Camilo Reyes    | Chile         | 16.94 | x     | 16.41 | 17.33 | x     | x     | 17.33     |       |
| 4                 | Mauricio Machry | Brasil        | 17.23 | 16.44 | 17.18 | 15.59 | 16.53 | x     | 17.23     |       |
| 5                 | Marcelo Lopes   | Brasil        | 16.73 | x     | 16.56 | 15.84 | 16.50 | 17.10 | 17.10     |       |
| 6                 | Adrian Valencia | Equador       | 14.25 | 14.01 | 13.81 | 14.37 | x     | –     | 14.37     |       |
| 7                 | Steven Cevallos | Equador       | 13.29 | x     | x     | 13.67 | x     | –     | 13.67     |       |
| 9                 | Jemaine Simmons | Guiana        |       |       |       |       |       |       | DNS       |       |

### Lançamento de disco
17 de outubro
| Posição           | Atleta             | Nacionalidade | #1    | #2    | #3    | #4    | #5    | #6    | Resultado | Notas                 |
| ----------------- | ------------------ | ------------- | ----- | ----- | ----- | ----- | ----- | ----- | --------- | --------------------- |
| Medalha de ouro   | Lucas Nervi        | Chile         | 58.82 | 60.26 | 60.56 | 60.13 | 60.87 | x     | 60.87     | Recorde do campeonato |
| Medalha de prata  | Alan de Falchi     | Brasil        | 55.18 | 55.29 | 58.33 | 58.79 | x     | x     | 58.79     |                       |
| Medalha de bronze | Nazareno Sasia     | Argentina     | x     | 54.21 | 55.24 | 54.77 | 54.05 | x     | 55.24     |                       |
| 4                 | Ronald Grueso      | Colômbia      | 49.61 | 54.92 | 51.76 | 54.32 | x     | x     | 54.92     |                       |
| 5                 | Lazaro Bonora      | Argentina     | x     | 49.55 | 49.07 | x     | 50.04 | x     | 50.04     |                       |
| 6                 | Sebastián Juanillo | Colômbia      | 45.66 | x     | 45.11 | 48.81 | 48.23 | 49.18 | 49.18     |                       |
| 7                 | Steven Cevallos    | Equador       | 32.89 | 46.50 | 43.40 | 47.54 | x     | 43.62 | 47.54     |                       |
| 8                 | Adrian Valencia    | Equador       | 39.15 | 44.89 | x     | x     | x     | x     | 44.89     |                       |
| 9                 | Frederico Costa    | Brasil        | x     | x     | x     |       |       |       | NM        |                       |

### Lançamento de martelo
16 de outubro
| Posição           | Atleta               | Nacionalidade | #1    | #2    | #3    | #4    | #5    | #6    | Resultado | Notas |
| ----------------- | -------------------- | ------------- | ----- | ----- | ----- | ----- | ----- | ----- | --------- | ----- |
| Medalha de ouro   | Alencar Pereira      | Brasil        | x     | 66.17 | 68.10 | 67.62 | 67.20 | 69.81 | 69.81     |       |
| Medalha de prata  | Daniel Leal          | Chile         | 62.71 | 63.14 | 63.57 | 61.65 | 62.48 | x     | 63.57     |       |
| Medalha de bronze | Julio Nobile         | Argentina     | 59.35 | x     | x     | 61.53 | 60.36 | 61.63 | 61.63     |       |
| 4                 | Cristian Suárez      | Equador       | x     | 57.26 | 57.68 | 57.46 | 52.91 | 58.69 | 58.69     |       |
| 5                 | Erick Barbosa        | Colômbia      | x     | 55.18 | 56.41 | x     | 56.41 | 54.67 | 56.41     |       |
| 6                 | João Carlos de Souza | Brasil        | 53.58 | x     | x     | 55.01 | 53.90 | x     | 55.01     |       |
| 7                 | Christopher Ambato   | Equador       | x     | x     | 54.22 | 50.54 | 51.64 | x     | 54.22     |       |

### Lançamento de dardo
16 de outubro
| Posição           | Atleta                   | Nacionalidade | #1    | #2    | #3    | #4    | #5    | #6    | Resultado | Notas |
| ----------------- | ------------------------ | ------------- | ----- | ----- | ----- | ----- | ----- | ----- | --------- | ----- |
| Medalha de ouro   | Luiz Mauricio da Silva   | Brasil        | 65.65 | 69.11 | x     | 66.46 | 70.73 | 68.25 | 70.73     |       |
| Medalha de prata  | Willian Torres           | Equador       | 62.76 | 67.36 | 69.77 | 62.17 | 66.08 | 61.56 | 69.77     |       |
| Medalha de bronze | Antonio Gabriel Ortiz    | Paraguai      | 65.47 | x     | 67.81 | 62.14 | 64.18 | 65.14 | 67.81     |       |
| 4                 | Jean Mairongo            | Equador       | 65.18 | x     | 67.56 | 67.58 | x     | 64.11 | 67.58     |       |
| 5                 | Lautaro Techera          | Uruguai       | 63.30 | 65.38 | 66.87 | 63.47 | 60.06 | 63.38 | 66.87     |       |
| 6                 | Pedro Henrique Rodrigues | Brasil        | 66.73 | x     | x     | 66.60 | 66.22 | 64.54 | 66.73     |       |
| 7                 | Oneider García           | Colômbia      | x     | 65.34 | 63.39 | 65.47 | 64.29 | 63.59 | 65.47     |       |

### Decatlo
16–17 de outubro
| Pos.              | Atleta                | Nacionalidade | 100 m | SD    | AP    | SA   | 400 m | 110 m C/B | AD    | SV   | LD    | 1500 m  | PG   | Notas |
| ----------------- | --------------------- | ------------- | ----- | ----- | ----- | ---- | ----- | --------- | ----- | ---- | ----- | ------- | ---- | ----- |
| Medalha de ouro   | José Fernando Santana | Brasil        | 10.95 | 7.10w | 13.32 | 1.93 | 50.41 | 14.38     | 41.97 | 4.10 | 66.58 | DNF     | 7046 |       |
| Medalha de prata  | Julio Angulo          | Colômbia      | 10.84 | 6.89  | 11.73 | 1.99 | 50.01 | 14.98     | 38.99 | 2.55 | 45.27 | 4:52.45 | 6755 |       |
| Medalha de bronze | Jonathan da Silva     | Brasil        | 11.08 | 6.74  | 11.23 | 1.81 | 49.66 | 14.87     | 32.91 | 3.90 | 42.24 | 4:52.85 | 6676 |       |
| 4                 | Esteban Ibáñez        | El Salvador   | 11.32 | 7.04w | 10.62 | 1.96 | 50.62 | 14.93     | 30.28 | NM   | 42.63 | 4:48.88 | 6123 |       |
| 5                 | José Luis España      | Equador       | 11.44 | 6.47  | 10.11 | 1.69 | 52.85 | 18.33     | 34.68 | 3.10 | 45.90 | 4:48.61 | 5758 |       |
| 6                 | Ricardo Mireles       | Venezuela     | 12.20 | 6.31  | 10.48 | 1.90 | 53.92 | 15.88     | 29.22 | NM   | DNS   | –       | DNF  |       |
| 7                 | Armando Bustos        | Venezuela     | 11.76 | 6.41  | 12.66 | 1.93 | 56.60 | DNF       | DNS   | –    | –     | –       | DNF  |       |

## Resultado feminino

### 100 metros
Bateria – 16 de outubro
Vento:
Bateria 1: +0.6 m/s, Bateria 2: +1.1 m/s
| Posição | Bateria | Atleta             | Nacionalidade | Tempo | Notas |
| ------- | ------- | ------------------ | ------------- | ----- | ----- |
| 1       | 1       | Anahí Suárez       | Equador       | 11.46 | Q     |
| 2       | 1       | Gabriela Mourão    | Brasil        | 11.73 | Q     |
| 3       | 1       | Guillermina Cossio | Argentina     | 11.73 | Q     |
| 4       | 2       | Lorraine Martins   | Brasil        | 11.84 | Q     |
| 5       | 2       | Shelsy Romero      | Colômbia      | 11.94 | Q     |
| 6       | 2       | Jazmin Chala       | Equador       | 11.94 | Q     |
| 7       | 1       | Laura Martínez     | Colômbia      | 11.95 | q     |
| 8       | 1       | Orangys Jiménez    | Venezuela     | 11.97 | q     |
| 9       | 1       | Martina Coronato   | Uruguai       | 11.97 |       |
| 10      | 2       | Anais Hernández    | Chile         | 11.98 |       |
| 11      | 2       | Leticia Arispe     | Bolívia       | 12.14 |       |

Final – 16 de outubro
Vento: +0.5 m/s
| Posição           | Raia | Atleta             | Nacionalidade | Tempo | Notas |
| ----------------- | ---- | ------------------ | ------------- | ----- | ----- |
| Medalha de ouro   | 4    | Anahí Suárez       | Equador       | 11.46 |       |
| Medalha de prata  | 3    | Gabriela Mourão    | Brasil        | 11.77 |       |
| Medalha de bronze | 2    | Guillermina Cossio | Argentina     | 11.79 |       |
| 4                 | 5    | Lorraine Martins   | Brasil        | 11.83 |       |
| 5                 | 8    | Laura Martínez     | Colômbia      | 11.86 |       |
| 6                 | 6    | Shelsy Romero      | Colômbia      | 11.89 |       |
| 7                 | 7    | Jazmin Chala       | Equador       | 11.91 |       |
| 8                 | 1    | Orangys Jiménez    | Venezuela     | 12.00 |       |

### 200 metros
Bateria – 17 de outubro
Vento:
Bateria 1: +1.5 m/s, Bateria 2: +1.4 m/s
| Posição | Bateria | Atleta                             | Nacionalidade | Tempo | Notas |
| ------- | ------- | ---------------------------------- | ------------- | ----- | ----- |
| 1       | 2       | Anahí Suárez                       | Equador       | 23.38 | Q     |
| 2       | 1       | Guillermina Cossio                 | Argentina     | 24.04 | Q     |
| 3       | 2       | Letícia Lima (atleta) Letícia Lima | Brasil        | 24.08 | Q     |
| 4       | 1       | Tiffani Marinho                    | Brasil        | 24.34 | Q     |
| 5       | 2       | Anais Hernández                    | Chile         | 24.72 | Q     |
| 6       | 1       | Nicol Caicedo                      | Equador       | 24.97 | Q     |
| 7       | 1       | Martina Coronato                   | Uruguai       | 24.97 | q     |
| 8       | 2       | Leticia Arispe                     | Bolívia       | 25.15 | q     |
| 98      | 2       | Orangys Jiménez                    | Venezuela     | DNF   |       |
| 99      | 1       | Yanuelys Montilla                  | Venezuela     | DNS   |       |

Final – 17 de outubro
Vento: +0.3 m/s
| Posição | Raia | Atleta                             | Nacionalidade | Tempo | Notas |
| ------- | ---- | ---------------------------------- | ------------- | ----- | ----- |
| 1       | 4    | Anahí Suárez                       | Equador       | 23.24 |       |
| 2       | 3    | Letícia Lima (atleta) Letícia Lima | Brasil        | 23.54 |       |
| 3       | 5    | Guillermina Cossio                 | Argentina     | 23.98 |       |
| 4       | 6    | Tiffani Marinho                    | Brasil        | 24.54 |       |
| 5       | 1    | Martina Coronato                   | Uruguai       | 24.73 |       |
| 6       | 8    | Anais Hernández                    | Chile         | 24.76 |       |
| 7       | 2    | Leticia Arispe                     | Bolívia       | 24.90 |       |
| 8       | 7    | Nicol Caicedo                      | Equador       | 24.91 |       |

### 400 metros
16 de outubro
| Posição           | Raia | Atleta                 | Nacionalidade | Tempo | Notas |
| ----------------- | ---- | ---------------------- | ------------- | ----- | ----- |
| Medalha de ouro   | 5    | Angie Melisa Palacios  | Colômbia      | 52.79 |       |
| Medalha de prata  | 4    | Maria Victoria de Sena | Brasil        | 52.86 |       |
| Medalha de bronze | 3    | Martina Weil           | Chile         | 53.47 |       |
| 4                 | 1    | Rita Silva             | Brasil        | 54.36 |       |
| 5                 | 6    | Génesis Gutiérrez      | Venezuela     | 56.02 |       |
| 6                 | 8    | Evelyn Mercado         | Equador       | 57.02 |       |
| 7                 | 2    | Yanuelys Montilla      | Venezuela     | 57.70 |       |
| 8                 | 7    | Xiomara Ibarra         | Equador       | 59.18 |       |

### 800 metros
17 de outubro
| Posição           | Atleta              | Nacionalidade | Tempo   | Notas |
| ----------------- | ------------------- | ------------- | ------- | ----- |
| Medalha de ouro   | Berdine Castillo    | Chile         | 2:05.98 |       |
| Medalha de prata  | Isabelle de Almeida | Brasil        | 2:07.68 |       |
| Medalha de bronze | Anita Poma          | Peru          | 2:09.92 |       |
| 4                 | Laura Acuña         | Chile         | 2:10.49 |       |
| 5                 | Yeimy Echeverry     | Colômbia      | 2:12.06 |       |
| 6                 | Tania Guasace       | Bolívia       | 2:14.62 |       |
| 7                 | Angeli Garrido      | Venezuela     | 2:14.98 |       |
| 8                 | Emilly da Silva     | Brasil        | 2:17.09 |       |
| 9                 | Jennifer Toaza      | Equador       | 2:19.13 |       |
| 10                | Wendy Criollo       | Equador       | 2:26.63 |       |

### 1.500 metros
16 de outubro
| Posição           | Atleta              | Nacionalidade | Tempo   | Notas |
| ----------------- | ------------------- | ------------- | ------- | ----- |
| Medalha de ouro   | Laura Acuña         | Chile         | 4:27.56 |       |
| Medalha de prata  | Isabelle de Almeida | Brasil        | 4:30.13 |       |
| Medalha de bronze | Gabriela Tardivo    | Brasil        | 4:31.13 |       |
| 4                 | Montserrat Sabag    | Chile         | 4:33.13 |       |
| 5                 | Grace Achote        | Equador       | 4:43.73 |       |
| 6                 | Wendy Criollo       | Equador       | 4:52.88 |       |

### 5.000 metros
17 de outubro
| Posição           | Atleta                  | Nacionalidade | Tempo    | Notas |
| ----------------- | ----------------------- | ------------- | -------- | ----- |
| Medalha de ouro   | Maria Lucineida Moreira | Brasil        | 16:51.67 |       |
| Medalha de prata  | Sofia Isabel Mamani     | Peru          | 16:57.07 |       |
| Medalha de bronze | Laura Espinosa          | Colômbia      | 17:04.85 |       |
| 4                 | Sofia Luizaga           | Bolívia       | 17:35.78 |       |
| 5                 | Lizbeth Vicuña          | Equador       | 17:44.62 |       |
| 6                 | Estefania Aristizabal   | Colômbia      | 18:04.45 |       |
| 7                 | Grace Achote            | Equador       | 18:07.05 |       |
| 8                 | Mirelle da Silva        | Brasil        | 18:15.75 |       |

### 10.000 metros
16 de outubro
| Posição           | Atleta                  | Nacionalidade | Tempo    | Notas |
| ----------------- | ----------------------- | ------------- | -------- | ----- |
| Medalha de ouro   | Maria Lucineida Moreira | Brasil        | 35:25.83 |       |
| Medalha de prata  | Sofia Luizaga           | Bolívia       | 36:07.26 |       |
| Medalha de bronze | Virginia Huatorongo     | Peru          | 36:28.07 |       |
| 4                 | Angie Restrepo          | Colômbia      | 37:29.90 |       |
| 5                 | Fabricia Stedille       | Brasil        | 37:41.66 |       |
| 6                 | Anna Tenorio            | Equador       | 38:59.41 |       |
| 7                 | Alexandra Aucannzhala   | Equador       | 41:02.98 |       |
| 9                 | Alejandra Sierra        | Colômbia      | DNF      |       |

### 100 metros barreiras
16 de outubro
Vento: +2.4 m/s
| Posição           | Raia | Atleta                  | Nacionalidade | Tempo | Notas |
| ----------------- | ---- | ----------------------- | ------------- | ----- | ----- |
| Medalha de ouro   | 4    | Ketiley Batista         | Brasil        | 13.45 |       |
| Medalha de prata  | 6    | Nicol Caicedo           | Equador       | 13.98 |       |
| Medalha de bronze | 3    | Daniele Campigotto      | Brasil        | 14.44 |       |
| 4                 | 2    | Thaynara Zoch           | Bolívia       | 14.93 |       |
| 99                | 5    | María Alejandra Murillo | Colômbia      | DNS   |       |

### 400 metros barreiras
17 de outubro
| Posição           | Raia | Atleta             | Nacionalidade | Tempo   | Notas |
| ----------------- | ---- | ------------------ | ------------- | ------- | ----- |
| Medalha de ouro   | 4    | Chayenne da Silva  | Brasil        | 56.99   |       |
| Medalha de prata  | 3    | Valeria Cabezas    | Colômbia      | 57.83   |       |
| Medalha de bronze | 5    | Marlene dos Santos | Brasil        | 59.60   |       |
| 4                 | 7    | Andreina Minda     | Equador       | 59.80   |       |
| 5                 | 2    | Génesis Gutiérrez  | Venezuela     | 1:01.59 |       |
| 6                 | 6    | Adriana Alajo      | Equador       | 1:04.34 |       |

### 3.000 metros com obstáculos
16 de outubro
| Posição           | Atleta           | Nacionalidade | Tempo    | Notas |
| ----------------- | ---------------- | ------------- | -------- | ----- |
| Medalha de ouro   | Mirelle da Silva | Brasil        | 10:28.93 |       |
| Medalha de prata  | Clara Baiocchi   | Argentina     | 10:41.61 |       |
| Medalha de bronze | Stefany López    | Colômbia      | 10:44.79 |       |
| 4                 | Veronica Huacasi | Peru          | 10:46.36 |       |
| 5                 | Leydi Roura      | Equador       | 10:56.21 |       |
| 6                 | Gabriela Tardivo | Brasil        | 10:59.05 |       |
| 7                 | Lizbeth Vicuña   | Equador       | 11:11.40 |       |
| 8                 | Jimena Biglieri  | Uruguai       | 12:44.31 |       |

### Revezamento 4x100 m
17 de outubro
| Posição           | Raia | Nacionalidade | Atletas                                                                | Tempo | Notas |
| ----------------- | ---- | ------------- | ---------------------------------------------------------------------- | ----- | ----- |
| Medalha de ouro   | 4    | Brasil        | Vida Caetano, Lorraine Martins, Letícia Lima, Gabriela Mourão          | 44.48 |       |
| Medalha de prata  | 5    | Equador       | Jazmin Chala, Liseth Chillambo, Nicol Caicedo, Anahí Suárez            | 45.90 |       |
| Medalha de bronze | 6    | Chile         | Rocío Muñoz, Martina Weil, Anais Hernández, María Trinidad Hurtado     | 46.06 |       |
| 4                 | 3    | Colômbia      | Valeria Cabezas, Laura Martínez, Angie Melissa Palacios, Shelsy Romero | 46.09 |       |

### Revezamento 4x400 m
17 de outubro
| Posição           | Nacionalidade | Atletas                                                                 | Tempo   | Notas |
| ----------------- | ------------- | ----------------------------------------------------------------------- | ------- | ----- |
| Medalha de ouro   | Brasil        | Rita Silva, Tiffani Marinho, Giovana dos Santos, Maria Victoria de Sena | 3:38.28 |       |
| Medalha de prata  | Chile         | Rocío Muñoz, Berdine Castillo, Anais Hernández, Martina Weil            | 3:41.48 |       |
| Medalha de bronze | Colômbia      | Valeria Cabezas, Stefany López, Yeimy Echeverry, Angie Melisa Palacios  | 3:46.19 |       |
| 4                 | Equador       | Adriana Alajo, Evelyn Mercado, Andreina Minda, Xiomara Ibarra           | 3:47.85 |       |

### 20 km marcha atlética
17 de outubro
| Posição           | Atleta         | Nacionalidade | Tempo      | Notas                 |
| ----------------- | -------------- | ------------- | ---------- | --------------------- |
| Medalha de ouro   | Glenda Morejón | Equador       | 1:32:01.67 | Recorde do campeonato |
| Medalha de prata  | Mary Luz Andía | Peru          | 1:35:27.73 |                       |
| Medalha de bronze | Mayra Quispe   | Bolívia       | 1:36:27.48 |                       |
| 4                 | Paula Torres   | Equador       | 1:36:54.22 |                       |
| 5                 | Laura Chalarca | Colômbia      | 1:38:24.46 |                       |
| 6                 | Gabriela Muniz | Brasil        | 1:43:31.42 |                       |
| 7                 | Thaissa Cunha  | Brasil        | 1:47:33.84 |                       |

### Salto em altura
16 de outubro
| Posição           | Atleta             | Nacionalidade | 1.60 | 1.65 | 1.68 | 1.71 | 1.74 | 1.77 | 1.80 | 1.85 | Resultado | Notas |
| ----------------- | ------------------ | ------------- | ---- | ---- | ---- | ---- | ---- | ---- | ---- | ---- | --------- | ----- |
| Medalha de ouro   | Jennifer Rodríguez | Colômbia      | –    | o    | –    | xo   | o    | o    | xxo  | xxx  | 1.80      |       |
| Medalha de prata  | Arielly Rodrigues  | Brasil        | o    | o    | o    | o    | o    | o    | xxx  |      | 1.77      |       |
| Medalha de bronze | Olivia García      | Chile         | –    | o    | xo   | xo   | xo   | xxx  |      |      | 1.74      |       |
| 4                 | Silvina Gil        | Uruguai       | –    | xxo  | o    | xxx  |      |      |      |      | 1.68      |       |
| 5                 | Gabriela de Sá     | Brasil        | o    | xo   | xxx  |      |      |      |      |      | 1.65      |       |
| 6                 | Emily Desiderio    | Equador       | xxo  | xxx  |      |      |      |      |      |      | 1.60      |       |

### Salto com vara
17 de outubro
| Posição           | Atleta            | Nacionalidade | 3.50 | 3.60 | 3.70 | 3.80 | 3.90 | 3.95 | 4.00 | 4.15 | 4.25 | 4.32 | Resultado | Notas |
| ----------------- | ----------------- | ------------- | ---- | ---- | ---- | ---- | ---- | ---- | ---- | ---- | ---- | ---- | --------- | ----- |
| Medalha de ouro   | Isabel de Quadros | Brasil        | –    | –    | –    | –    | o    | –    | xo   | xo   | xxo  | xxx  | 4.25      |       |
| Medalha de prata  | Karen Bedoya      | Colômbia      | o    | o    | o    | o    | xxo  | xo   | xxx  |      |      |      | 3.95      |       |
| Medalha de bronze | Antonia Crestani  | Chile         | o    | –    | o    | o    | xo   | xx–  | x    |      |      |      | 3.90      |       |
| 4                 | Javiera Contreras | Chile         | o    | –    | o    | o    | xxo  | xxx  |      |      |      |      | 3.90      |       |
| 5                 | Luna Nazarit      | Colômbia      | xo   | –    | o    | xxx  |      |      |      |      |      |      | 3.70      |       |
| 6                 | Sophia Salvi      | Brasil        | o    | xxo  | xo   | xxx  |      |      |      |      |      |      | 3.70      |       |

### Salto em comprimento
16 de outubro
| Posição           | Atleta                 | Nacionalidade | #1    | #2    | #3   | #4    | #5    | #6    | Resultado | Notas |
| ----------------- | ---------------------- | ------------- | ----- | ----- | ---- | ----- | ----- | ----- | --------- | ----- |
| Medalha de ouro   | Thaina Fernandes       | Brasil        | 6.25  | 5.93w | 6.29 | 6.20  | 6.35w | 6.44w | 6.44w     |       |
| Medalha de prata  | Lissandra Campos       | Brasil        | x     | 6.12w | 6.33 | x     | 6.24w | x     | 6.33      |       |
| Medalha de bronze | Chantoba Bright        | Guiana        | 5.83  | 5.75  | 5.87 | 6.09  | x     | x     | 6.09      |       |
| 4                 | María Trinidad Hurtado | Chile         | 5.94w | 6.05  | 5.93 | 6.04w | 5.87  | 5.89  | 6.05      |       |
| 5                 | Rocío Muñoz            | Chile         | x     | 6.00w | x    | x     | 5.75  | 5.97w | 6.00w     |       |
| 6                 | Thaynara Zoch          | Bolívia       | 5.78  | 5.80  | 5.71 | 5.75  | 5.87  | 5.66  | 5.87      |       |
| 7                 | Kiara Rodríguez        | Equador       | 5.74  | x     | 5.63 | x     | x     | 5.87  | 5.87      |       |
| 8                 | Fernanda Maita         | Venezuela     | 5.37  | 5.47  | 5.62 | 5.68w | 5.58  | 5.70  | 5.70      |       |
| 9                 | Kiara Lastra           | Equador       | 5.16  | x     | x    |       |       |       | 5.16      |       |

### Salto triplo
17 de outubro
| Posição           | Atleta           | Nacionalidade | #1    | #2    | #3    | #4    | #5    | #6    | Resultado | Notas |
| ----------------- | ---------------- | ------------- | ----- | ----- | ----- | ----- | ----- | ----- | --------- | ----- |
| Medalha de ouro   | Nerisnelia Sousa | Brasil        | 12.91 | 13.15 | 13.08 | x     | 13.07 | –     | 13.15     |       |
| Medalha de prata  | Chantoba Bright  | Guiana        | 12.87 | x     | 12.85 | 12.47 | 12.78 | 13.08 | 13.08     |       |
| Medalha de bronze | Leidy Cuesta     | Colômbia      | 12.61 | 11.30 | 12.80 | –     | x     | x     | 12.80     |       |
| 4                 | Fernanda Maita   | Venezuela     | x     | 11.96 | x     | 12.04 | 12.62 | x     | 12.62     |       |
| 5                 | Kiara Lastra     | Equador       | 11.34 | x     | 11.84 | 11.77 | 12.55 | x     | 12.55     |       |
| 6                 | Mariana Muller   | Brasil        | x     | x     | 12.37 | 12.37 | 12.22 | 12.49 | 12.49     |       |
| 7                 | Melany Yugcha    | Equador       | x     | 11.72 | 11.38 | 11.72 | x     | x     | 11.72     |       |
| 9                 | Mairy Pires      | Venezuela     |       |       |       |       |       |       | DNS       |       |

### Arremesso de peso
16 de outubro
| Posição           | Atleta                 | Nacionalidade | #1    | #2    | #3    | #4    | #5    | #6    | Resultado | Notas |
| ----------------- | ---------------------- | ------------- | ----- | ----- | ----- | ----- | ----- | ----- | --------- | ----- |
| Medalha de ouro   | Maria Fernanda de Aviz | Brasil        | 14.80 | x     | 15.41 | 16.15 | 16.28 | x     | 16.28     |       |
| Medalha de prata  | Milena Sens            | Brasil        | x     | 15.82 | 15.53 | x     | 15.81 | 15.92 | 15.92     |       |
| Medalha de bronze | Lorna Zurita           | Equador       | x     | 14.21 | 13.29 | 14.79 | 13.72 | 13.14 | 14.79     |       |
| 4                 | Javiera Bravo          | Chile         | 12.25 | 12.50 | 13.00 | 13.18 | 13.56 | x     | 13.56     |       |
| 5                 | Yosiris Cordoba        | Colômbia      | 13.35 | x     | 13.39 | x     | 12.65 | –     | 13.39     |       |
| 6                 | Esteisy Salas          | Colômbia      | 13.03 | 13.21 | 09.47 | 12.65 | 12.83 | 12.94 | 13.21     |       |
| 7                 | Fedra Florentín        | Paraguai      | 12.18 | 12.96 | 12.54 | x     | 13.04 | x     | 13.04     |       |
| 8                 | Salomey Bol            | Equador       | 11.42 | 11.53 | 11.91 | 10.86 | 12.36 | 12.55 | 12.55     |       |

### Lançamento de disco
16 de outubro
| Posição           | Atleta           | Nacionalidade | #1    | #2    | #3    | #4    | #5    | #6    | Resultado | Notas |
| ----------------- | ---------------- | ------------- | ----- | ----- | ----- | ----- | ----- | ----- | --------- | ----- |
| Medalha de ouro   | Catalina Bravo   | Chile         | 52.56 | 54.53 | 53.47 | 55.38 | 53.01 | x     | 55.38     |       |
| Medalha de prata  | Yosiris Cordoba  | Colômbia      | 54.65 | x     | 52.46 | 45.46 | 52.75 | 53.50 | 54.65     |       |
| Medalha de bronze | Valquiria Meurer | Brasil        | 51.77 | 49.13 | 51.64 | 52.84 | 51.39 | 53.27 | 53.27     |       |
| 4                 | Merari Herrera   | Equador       | x     | 46.82 | 47.61 | 53.02 | 50.98 | 48.23 | 53.02     |       |
| 5                 | Ingrid Martins   | Brasil        | 46.71 | 46.89 | 50.96 | x     | 45.79 | 49.77 | 50.96     |       |
| 6                 | Brigidh Mayorga  | Colômbia      | 44.94 | 41.63 | 46.18 | 46.24 | 46.72 | 44.50 | 46.72     |       |

### Lançamento de martelo
16 de outubro
| Posição           | Atleta                | Nacionalidade | #1    | #2    | #3    | #4    | #5    | #6    | Resultado | Notas |
| ----------------- | --------------------- | ------------- | ----- | ----- | ----- | ----- | ----- | ----- | --------- | ----- |
| Medalha de ouro   | Carolina Ulloa        | Colômbia      | 49.97 | 59.83 | 61.28 | 62.51 | x     | 62.27 | 62.51     |       |
| Medalha de prata  | Ximena Zorrilla       | Peru          | x     | 58.00 | x     | 60.57 | x     | x     | 60.57     |       |
| Medalha de bronze | Valentina Claveria    | Chile         | 56.80 | 58.22 | 55.82 | 56.82 | 51.93 | x     | 58.22     |       |
| 4                 | Silenis Vargas        | Venezuela     | x     | 56.44 | x     | 53.13 | x     | x     | 56.44     |       |
| 5                 | Ana Caroline da Silva | Brasil        | x     | 56.00 | x     | x     | x     | 52.79 | 56.00     |       |
| 6                 | Nereida Santa Cruz    | Equador       | x     | 53.26 | 55.22 | x     | x     | x     | 55.22     |       |
| 7                 | Yennifer Barahona     | Colômbia      | x     | x     | 51.39 | 52.72 | x     | x     | 52.72     |       |
| 8                 | Tânia da Silva        | Brasil        | 50.63 | 52.08 | x     | 50.23 | 48.60 | x     | 52.08     |       |
| 9                 | Carolina Calahorrano  | Equador       | x     | 49.17 | 50.91 |       |       |       | 50.91     |       |
| 10                | Caterina Massera      | Argentina     | 40.94 | 41.96 | 45.51 |       |       |       | 45.51     |       |
| 99                | Mariana García        | Chile         | x     | x     | x     |       |       |       | NM        |       |

### Lançamento de dardo
16 de outubro
| Posição           | Atleta            | Nacionalidade | #1    | #2    | #3    | #4    | #5    | #6    | Resultado | Notas |
| ----------------- | ----------------- | ------------- | ----- | ----- | ----- | ----- | ----- | ----- | --------- | ----- |
| Medalha de ouro   | Yuleixi Angulo    | Equador       | 48.73 | x     | 46.64 | x     | 49.88 | 54.52 | 54.52     |       |
| Medalha de prata  | Valentina Barrios | Colômbia      | 45.51 | 48.77 | 46.81 | 50.63 | 50.92 | 53.59 | 53.59     |       |
| Medalha de bronze | Deisiane Teixeira | Brasil        | 52.79 | 49.84 | 47.80 | 49.35 | 52.21 | 51.38 | 52.79     |       |
| 4                 | Luceris Suárez    | Colômbia      | 46.62 | 48.24 | 49.31 | 45.89 | 48.57 | 51.90 | 51.90     |       |
| 5                 | Bruna de Jesus    | Brasil        | 36.63 | 35.34 | x     | 44.07 | x     | 45.21 | 45.21     |       |
| 6                 | Itati Rivadeneira | Equador       | 38.17 | 36.90 | 34.28 | 39.47 | 37.86 | 36.89 | 39.47     |       |

### Heptatlo
16–17 de outubro
| Colocação         | Atleta             | Nacionalidade | 100 m C/B | SA   | AP    | 200 m | SD   | LD    | 800 m   | Total | Notas |
| ----------------- | ------------------ | ------------- | --------- | ---- | ----- | ----- | ---- | ----- | ------- | ----- | ----- |
| Medalha de ouro   | Sara Isabel García | Colômbia      | 14.27     | 1.54 | 11.31 | 25.33 | 5.79 | 35.28 | 2:23.51 | 5219  |       |
| Medalha de prata  | Naiuri Krein       | Brasil        | 14.54     | 1.66 | 12.32 | 26.15 | 5.13 | 36.62 | 2:23.67 | 5147  |       |
| Medalha de bronze | Larissa Macena     | Brasil        | 14.29     | 1.63 | 10.94 | 26.31 | 6.02 | 30.64 | 2:30.02 | 5108  |       |
| 4                 | Jaylyn Castro      | Equador       | 15.92     | 1.36 | 9.16  | 27.52 | 4.55 | 31.43 | 2:40.61 | 3849  |       |
| 5                 | Antonella Aranda   | Argentina     | 15.62     | 1.39 | 8.53  | 27.71 | 4.90 | 21.36 | 2:35.26 | 3826  |       |
| 6                 | Genesis Foronda    | Equador       | 15.71     | 1.51 | 10.23 | 27.22 | 4.90 | 29.92 | DNF     | 3628  |       |
| 7                 | Marianger Chirino  | Venezuela     | DNS       | –    | –     | –     | –    | –     | –       | DNS   |       |

## Resultado misto

### Revezamento 4x400 m
16 de outubro
| Posição           | Nacionalidade | Atletas                                                                                | Tempo   | Notas                 |
| ----------------- | ------------- | -------------------------------------------------------------------------------------- | ------- | --------------------- |
| Medalha de ouro   | Brasil        | Evandro Martins (M), Tiffani Marinho (F), Giovana dos Santos (F), Marcos Morães (M)    | 3:25.09 | Recorde do campeonato |
| Medalha de prata  | Equador       | Freddy Vásquez (M), Evelyn Mercado (F), Andreina Minda (F), Steeven Salas (M)          | 3:39.19 |                       |
| Medalha de bronze | Argentina     | Guillermina Cossio (F), Estanislao Mendivil (M), Clara Baiocchi (F), Alejo Pafundi (M) | 4:06.66 |                       |

Legenda
| Recorde mundial       | Recorde mundial (World record)               |                       | Recorde africano                      | Recorde africano (African) |                                           | Q | Classificado por posição (Qualified) |
| Recorde do campeonato | Recorde do campeonato (Championship record)  | Recorde da América    | Recorde da América (Americas)         | q                          | Classificado por melhor tempo (Qualified) |   |                                      |
| Melhor marca do ano   | Melhor marca do ano (World leading)          | Recorde asiático      | Recorde asiático (Asian)              | DNS                        | Não largou (Did not start)                |   |                                      |
| Recorde nacional      | Recorde nacional (National record)           | Recorde europeu       | Recorde europeu (European)            | DNF                        | Não terminou (Did not finish)             |   |                                      |
| Recorde pessoal       | Recorde pessoal do atleta (Personal best)    | Recorde da Oceania    | Recorde da Oceania (Oceania)          | DSQ / DQ                   | Desclassificado (Disqualified)            |   |                                      |
| Recorde da temporada  | Recorde da temporada do atleta (Season best) | Recorde sul-americano | Recorde sul-americano (South America) | NM                         | Sem marca (No mark)                       |   |                                      |